# Jiří Josef z Valdštejna-Wartenbergu
Jiří Josef z Valdštejna-Wartenbergu (německy Georg Joseph von Waldstein-Wartenberg; 11. dubna 1768 Vídeň – 26. dubna 1825 Litomyšl) byl český šlechtic, hrabě z Valdštejna a Vartenbergu.

## Život
Narodil se ve Vídni jako Jiří Josef Jan Nepomuk Raimund Lev František z Valdštejna-Wartenbergu (německy Georg Joseph Johann Nepomucenus Raimund Leo Franz von Waldstein-Wartenberg), nejstarší syn (z devíti dětí) hraběte Jiřího Kristiána z Valdštejna-Wartenbergu (1743–1743) a jeho manželky hraběnky Anny Marie Alžběty z Ulfeltu (1747–1791), dcery státního kancléř a císařského komorníka, Antonína Corfitze z Ulfeldu (1699–1769) a princezny Marie Alžběty z Lobkovic (1726–1786). 
Měl několik sourozenců: 
- 1. Marie Josefa Alžběta (1767–1820), jeptiška
- 2. Jiří Josef Jan Nepomuk (1768–1825), c. k. komoří, generálmajor, majitel panství Litomyšl, Duchcov a Litvínov, manž. 1792 Marie Františka hraběnka z Hohenfeldu (1771–1831), dáma Řádu hvězdového kříže
- 3. Marie Alžběta Johana (1769–1813), dáma Řádu hvězdového kříže, I. manž. 1789 hrabě Josef Károlyi z Nagykároly (1768–1803), c. k. komoří, II. manž. 1807 hrabě August Keglevich de Buzim (1759–1813)
- 4. Marie Antonie (1771–1854), c. k. palácová dáma, dáma Řádu hvězdového kříže, manž. 1792 kníže Ferenc József Koháry de Csabrág (1767–1826), c. k. tajný rada, komoří, nejvyšší komorník Uherského království, prezident uherské dvorské komory, majitel panství Čabraď a Svätý Anton, byla babičkou portugalského krále Ferdinanda II.
- 5. Emanuel Jan Křtitel (1773–1829), c. k. komoří
- 6. Vilemína Johana (1775–1849), c. k. palácová dáma, dáma Řádu hvězdového kříže, manž. 1801 hrabě Jeroným Karel Colloredo-Mansfeld (1775–1822), c. k. tajný rada, komoří, polní zbrojmistr
- 7. František de Paula Jan Křtitel (1776–1795), důstojník císařské armády, padl ve válce proti Francii
- 8. Jan Nepomuk Cyril Metoděj (1778–1783)
- 9. Ludovika Aloisie (1779–1783)

Jeho otec, Jiří Kristián, se stal v roce 1765 majitelem Litomyšle, rodiště skladatele Bedřicha Smetany (1824–1884), které společně s Duchcovem získal jeho otec František Jiří Josef (1709–1771) po sňatku s Marií Josefou z Trauttmansdorffu (1729).
Jiří Josef byl iniciátorem a hlavním organizátorem obnoveného divadelního života na litomyšlském zámku. V roce 1796 začala z jeho podnětu výstavba barokního divadla v areálu zámku, kde pobýval v letních měsících. Navázal tak na aktivity svého otce, hraběte Jiřího Kristiána z roku 1767.
Ve většině uváděných her účinkoval sám Jiří Josef a další členové rodiny, přátelé a také zaměstnanci zámku. Divadelní provoz poněkud utichl po roce 1807 a obnoven byl až po smrti Jiřího Josefa v roce 1825, kdy panství převzal jeho syn Antonín Jiří.
Jiří Josef z Valdštejna-Wartenbergu zemřel 26. dubna 1825 v Litomyšli.
Z důvodu finančních potíží Valdštejnů byl v polovině 19. století divadelní činnost v Litomyšli přerušena. V menším měřítku na ni později navázal kníže Maxmilián Karel z Thurn-Taxisu, jenž koupil litomyšlské panství v roce 1855.
Linie Valdštejnů z Wartenbergu vymřela v roce 1901 v osobě jeho prapravnuka Jiřího Jana (19. listopadu 1875 – 24. dubna 1901, Indie).

## Rodina
Jiří Josef se oženil 19. dubna 1792 v Eisenstadtu s hraběnkou Marií Františkou z Hohenfeldu (6. října 1771 – 27. června 1831), dcerou hraběte Otto Františka de Paula z Hohenfeldu (1731 – 1776) a Marie Anny Františky ze Stein-Gettingen (1741 – 1801). Manželé měli jednoho syna:  
- Antonín Jiří Kristián z Valdštejna-Wartenbergu (11. července 1793 – 13. března 1848), ženatý 19. dubna 1817 v Litomyšli, s hraběnkou Marií Kajetánou z Fünfkirchenu (27. ledna 1795 – 1. února 1852). Manželé společně pokračovali v provozování divadla v Litomyšli.

## Galerie

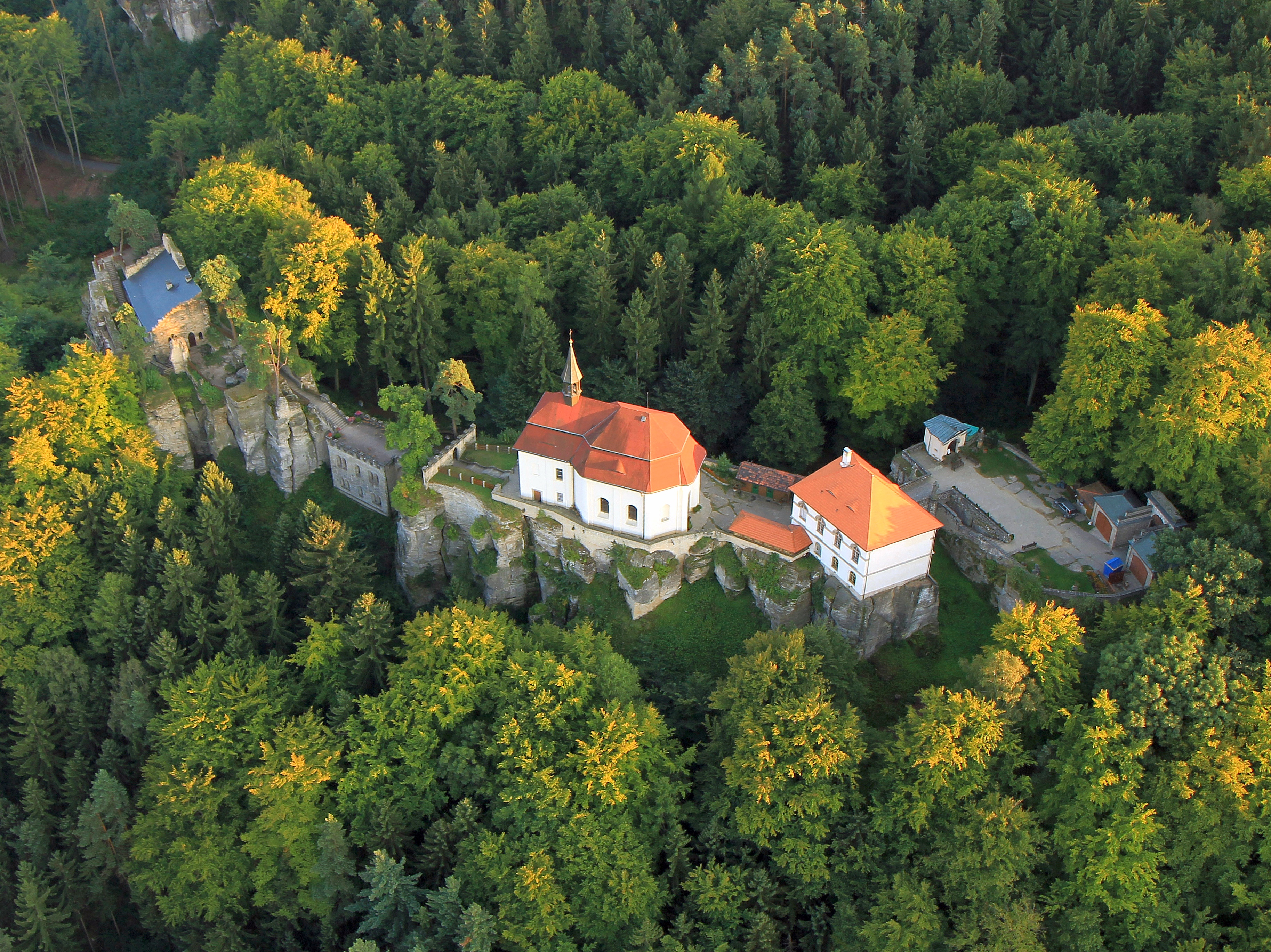
Hrad Valdštejn
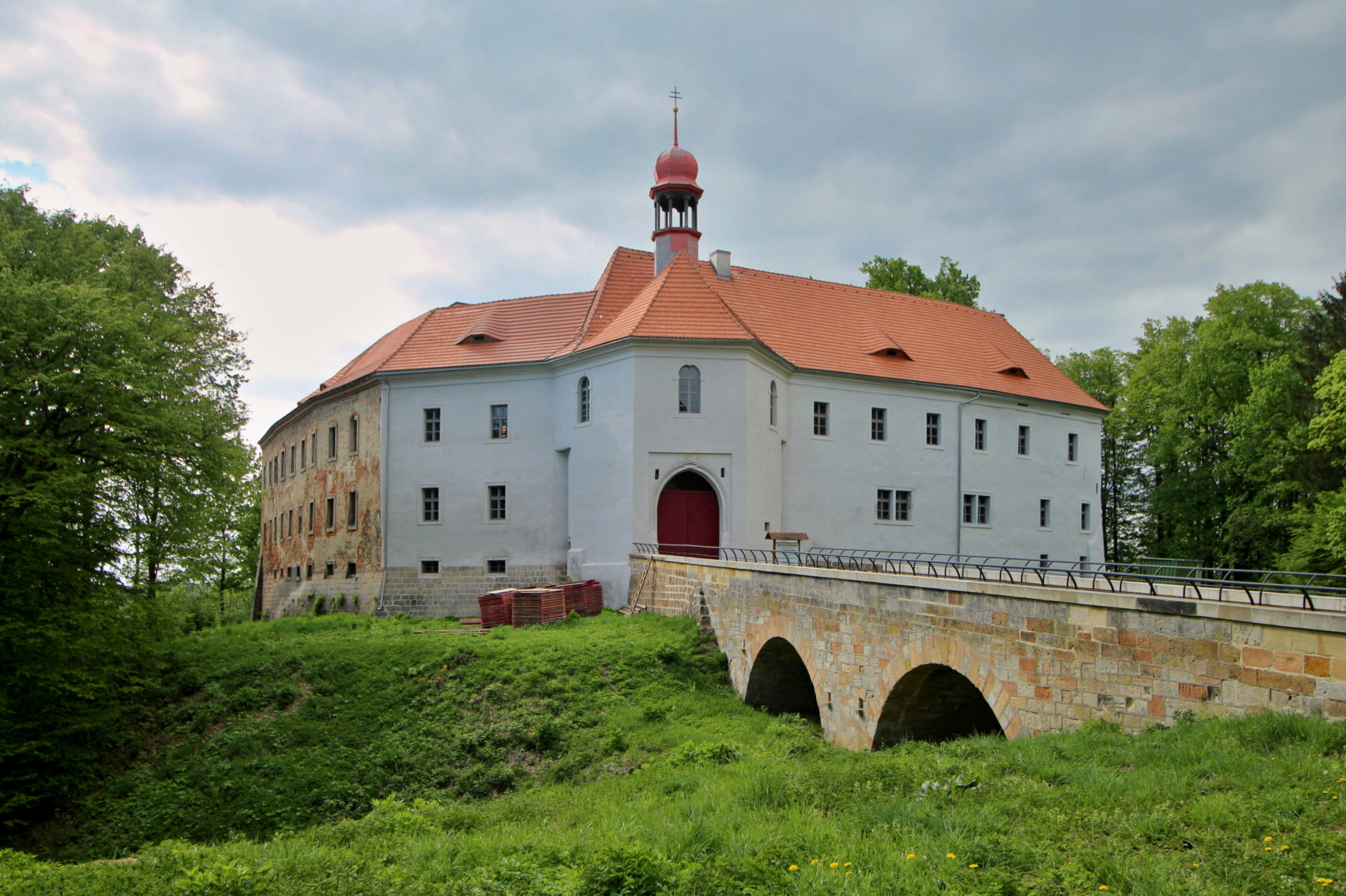
Zámek Stráž/Wartenberg
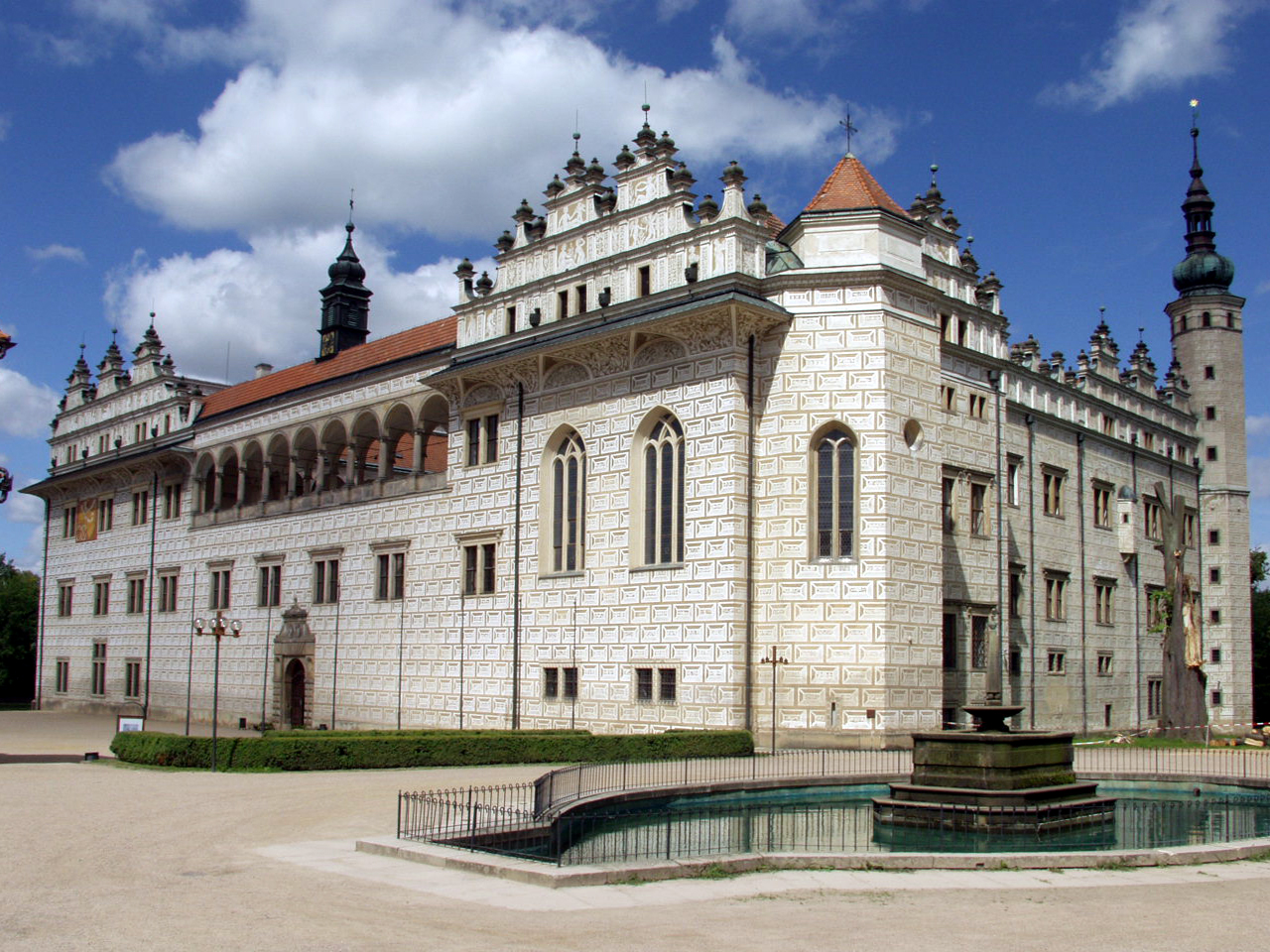
Zámek Litomyšl